# Veselé (Slovacchia)
Veselé (in ungherese Vígvár) è un comune della Slovacchia facente parte del distretto di Piešťany, nella regione di Trnava.
Diede i natali a Štefan Moyzes (1797-1863), vescovo di Banská Bystrica e primo presidente della Matica slovenská.